# Orthotrichum ibukiense
Orthotrichum ibukiense là một loài rêu trong họ Orthotrichaceae. Loài này được Toyama mô tả khoa học đầu tiên năm 1938.